# Janez Kocmur
Janez Kocmur (* 2. September 1937 in Maribor; † April 2022) war ein jugoslawischer Schwimmer.

## Werdegang
Janez Kocmur gewann bei den Mittelmeerspielen 1959 Silber über 100 m und 4 × 200 m Freistil. Mit der 4 × 100-m-Staffel gewann er die Bronzemedaille. Bei den Olympischen Sommerspielen 1960 in Rom belegte er über 100 m Freistil den 28. Platz und wurde im Staffel-Wettkampf über 4 × 100 m Lagen mit dem jugoslawischen Quartett Dreizehnter.